# Брендон Серванія
Брендон Серванія (англ. Brandon Servania, нар. 12 березня 1999, Бірмінгем) — американський футболіст пуерториканського походження, півзахисник клубу «Даллас».

## Клубна кар'єра
Народився 12 березня 1999 року в місті Бірмінгем. Вихованець футбольної школи клубу «Даллас». У 2018 році для отримання ігрової практики він виступав за «Талса Рафнекс» в United Soccer League, другому за рівнем дивізіоні країни. Після закінчення оренди Брендон повернувся в «Даллас». 7 квітня 2019 року в матчі проти «Філадельфія Юніон» він дебютував у MLS. Паралельно Серванія став грати у фарм-клубі «Норт Тексас», що грав у третьому дивізіоні країни.

## Виступи за збірну
У 2018 році у складі молодіжної збірної США Серванія взяв участь в молодіжному чемпіонаті КОНКАКАФ. На турнірі він зіграв у семи матчах і відзначився двома м'ячами, допомігши своїй команді здобути золоті медалі турніру. Цей результат дозволив команді кваліфікуватись на молодіжний чемпіонат світу 2019 року, куди поїхав і Серванія. На «мундіалі» відзначився голом у матчі групового етапу з Україною (1:2).

## Титули і досягнення
- Чемпіон КОНКАКАФ (U-20): 2018